# Fayette County (Georgia)
Das Fayette County ist ein County im Bundesstaat Georgia der Vereinigten Staaten. Verwaltungssitz (County Seat) ist Fayetteville.

## Geographie
Das County liegt im mittleren Nordwesten von Georgia, ist im Westen etwa 80 km von Alabama entfernt und hat eine Fläche von 516 Quadratkilometern, wovon sechs Quadratkilometer Wasseroberfläche sind. Es grenzt im Uhrzeigersinn an folgende Countys: Clayton County, Spalding County, Coweta County und Fulton County.
Das County ist Teil der Metropolregion Atlanta.

## Geschichte
Fayette County wurde am 15. Mai 1821 als 49. County in Georgia aus Teilen des Landes der Creek-Indianer gebildet. Benannt wurde es, ebenso wie Fayetteville, nach Marie-Joseph Motier, Marquis de La Fayette, einem Kommandeur George Washingtons im amerikanischen Revolutionskrieg. Das County-Gerichtsgebäude Fayette County Courthouse in Fayetteville wurde 1825, nur vier Jahre nach der Gründung des Countys und der Stadt gebaut und ist das älteste noch bestehende Courthouse in Georgia.

## Demografische Daten
Laut der Volkszählung von 2010 verteilten sich die damaligen 106.567 Einwohner auf 38.167 bewohnte Haushalte, was einen Schnitt von 2,78 Personen pro Haushalt ergibt. Insgesamt bestehen 40.793 Haushalte.
79,4 % der Haushalte waren Familienhaushalte (bestehend aus verheirateten Paaren mit oder ohne Nachkommen bzw. einem Elternteil mit Nachkomme) mit einer durchschnittlichen Größe von 3,15 Personen. In 2,78 % aller Haushalte lebten Kinder unter 18 Jahren sowie in 3,15 % aller Haushalte Personen mit mindestens 65 Jahren.
28,9 % der Bevölkerung waren jünger als 20 Jahre, 17,5 % waren 20 bis 39 Jahre alt, 34,0 % waren 40 bis 59 Jahre alt und 19,4 % waren mindestens 60 Jahre alt. Das mittlere Alter betrug 42 Jahre. 48,3 % der Bevölkerung waren männlich und 51,7 % weiblich.
71,1 % der Bevölkerung bezeichneten sich als Weiße, 20,1 % als Afroamerikaner, 0,3 % als Indianer und 3,9 % als Asian Americans. 2,4 % gaben die Angehörigkeit zu einer anderen Ethnie und 2,2 % zu mehreren Ethnien an. 6,3 % der Bevölkerung bestand aus Hispanics oder Latinos.
Das durchschnittliche Jahreseinkommen pro Haushalt lag bei 79.993 USD, dabei lebten 8,1 % der Bevölkerung unter der Armutsgrenze.

## Kultur und Sehenswürdigkeiten

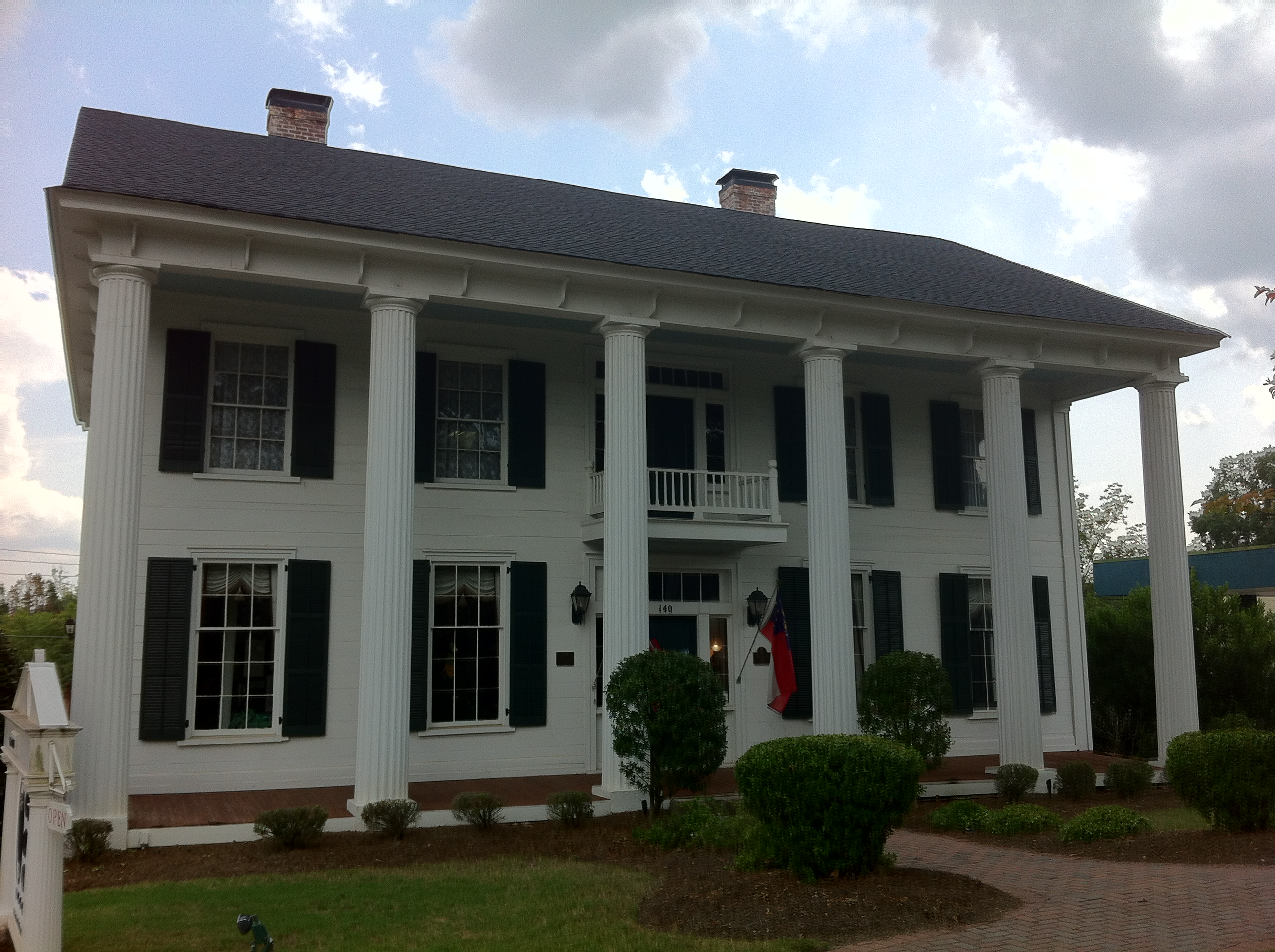
Holliday-Dorsey-Fife House in Fayetteville (2012). Diese Residenz entstand 1847 im Stile des Greek Revival („Griechisches Wiederaufleben“) und wurde ach Jahre später umfassend erweitert. Seit 1999 befindet sich die Immobilie im Besitz der Stadt und dient als historisches Museum. Im April 2008 wurde das Holliday-Dorsey-Fife House als drittes Objekt im Evans County in das NRHP aufgenommen.

Vier Bauwerke im Fayette County sind im National Register of Historic Places („Nationales Verzeichnis historischer Orte“; NRHP) eingetragen (Stand 14. Dezember 2023), neben dem Gerichts- und Verwaltungsgebäude sind dies drei Anwesen.

## Orte im Fayette County
Orte im Fayette County mit Einwohnerzahlen der Volkszählung von 2010:
Cities:
- Fayetteville (County Seat) – 15.945 Einwohner
- Peachtree City – 34.364 Einwohner

Towns:
- Brooks – 524 Einwohner
- Tyrone – 6.879 Einwohner
- Woolsey – 158 Einwohner